# Монтафија
Монтафија (итал. Montafia) је насеље у Италији у округу Асти, региону Пијемонт.
Према процени из 2011. у насељу је живело 216 становника. Насеље се налази на надморској висини од 239 м.

## Становништво
Према резултатима пописа становништва 2011. у општини је живело 904 становника.
| 1936. | 1951. | 1961. | 1971. | 1981. | 1991. | 2001. | 2011. |
| ----- | ----- | ----- | ----- | ----- | ----- | ----- | ----- |
| 1.487 | 1.279 | 1.039 | 925   | 828   | 855   | 934   | 904   |